# Мошенська діброва
Мо́шенська Дібро́ва — комплексна пам'ятка природи загальнодержавного значення в Україні. Розташована в Черкаському районі Черкаської області, біля села Мошни, в межах Мошногірського кряжу.
Площа 19 га. Установа, яка є землевласником та у віданні якої перебуває пам'ятка природи,— ДП «Черкаське ЛМГ» (Мошнівське лісництво, 28 квартал). Пам'ятка природи створена Постановою Ради Міністрів УРСР від 14 жовтня 1975 року № 780-р.
Охороняються унікальні ландшафти частини Канівських дислокацій з насадженнями дуба звичайного віком понад 130 років та багатьма природними джерелами. У домішці: сосна, береза, граб, клен, липа. Виявлено 38 видів грибів та грибоподібних організмів.
Характерні представники тваринного світу: свиня дика, олень японський, лисиця звичайна, сарна європейська, заєць сірий.
Має наукову та естетичну цінність.

## Галерея

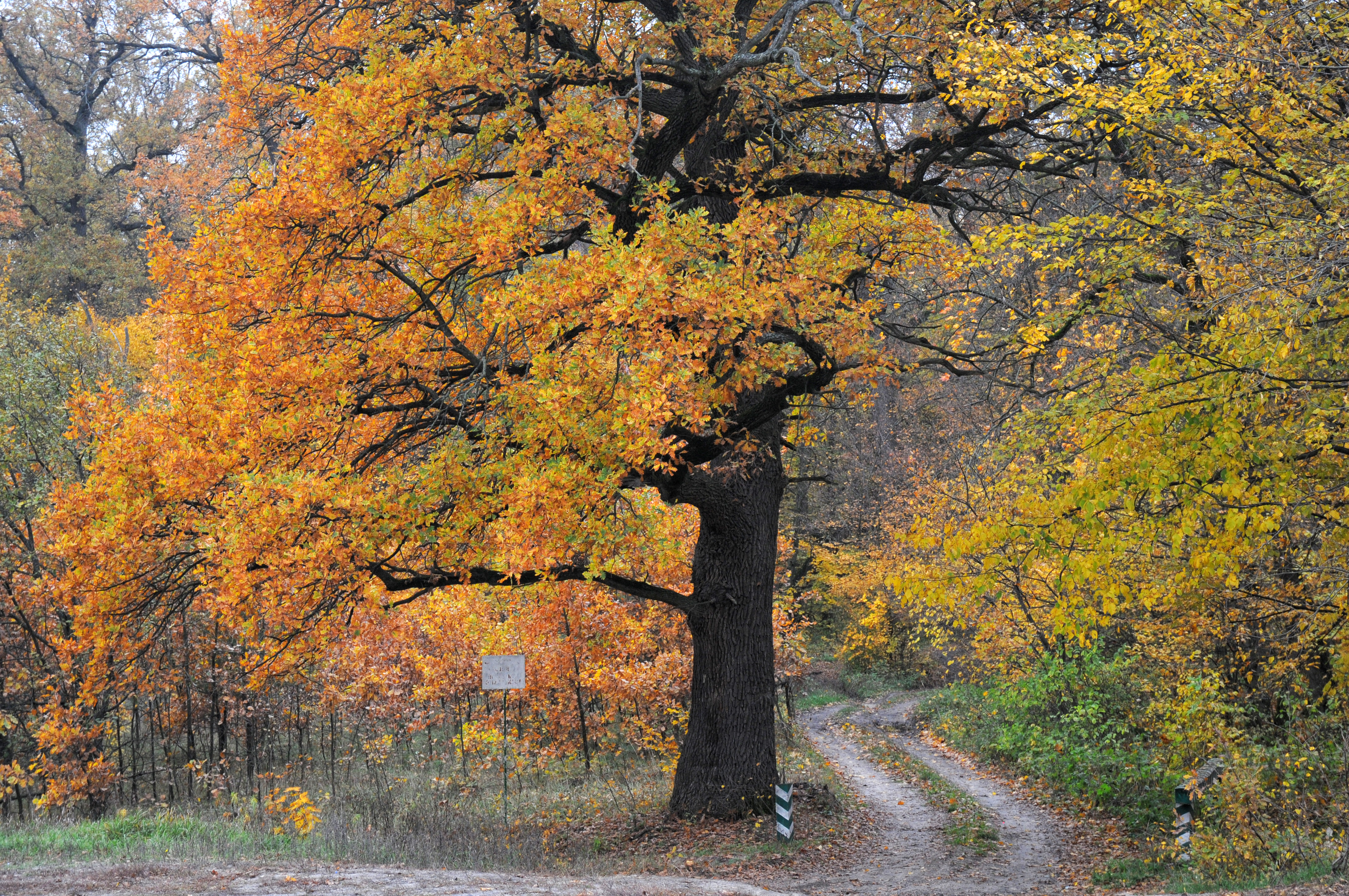
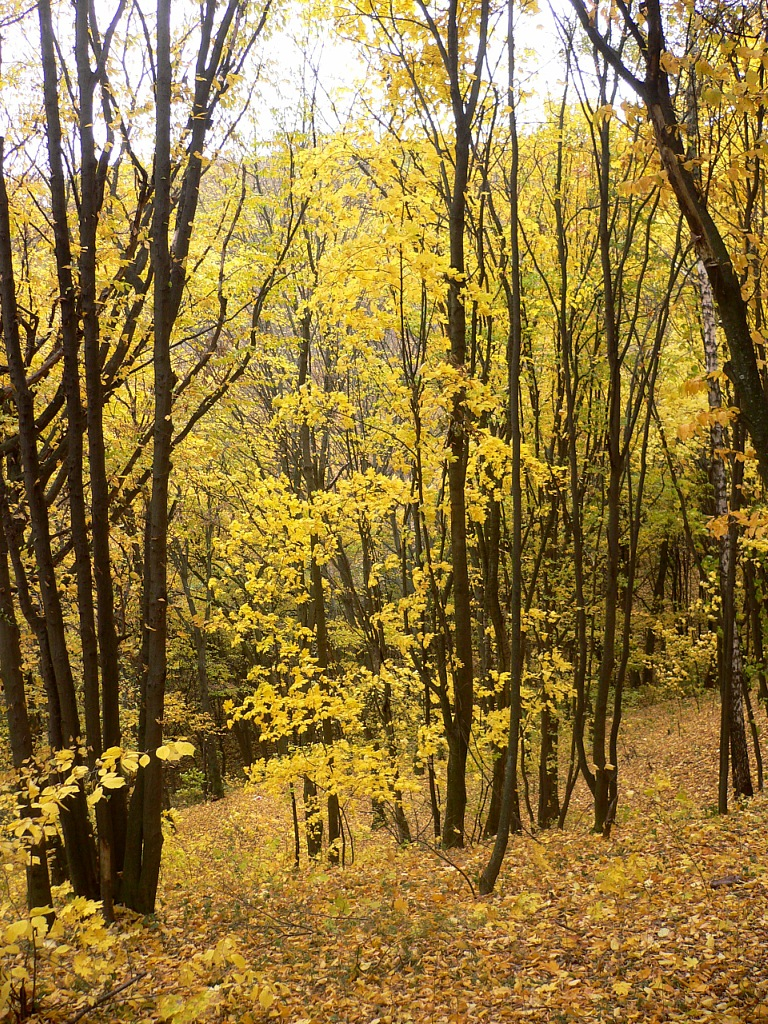
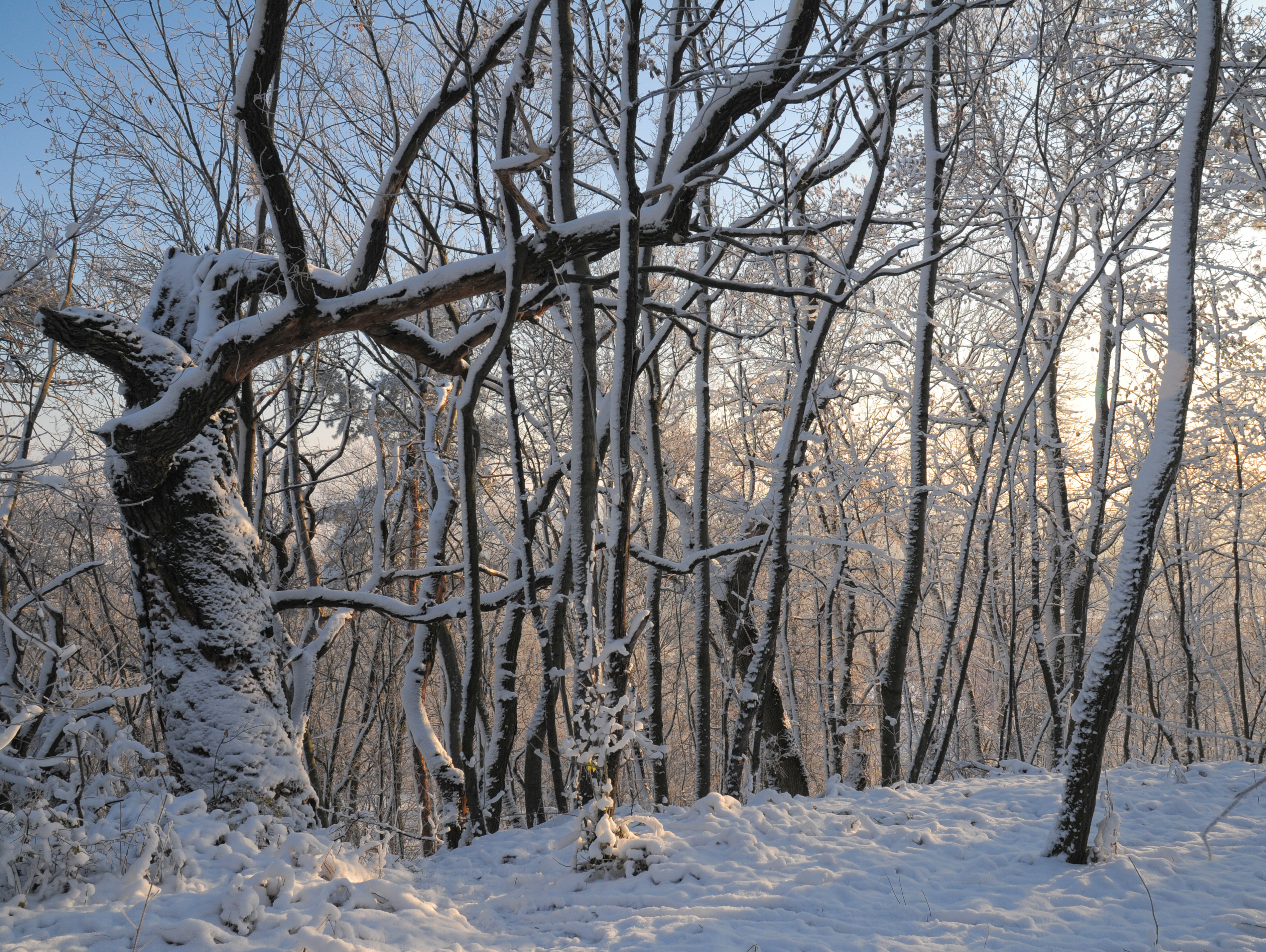